# Општина Марковци
Општина Марковци (словен. Markovci) је једна од општина Подравске регије у држави Словенији. Седиште општине је истоимено насеље Марковци.

## Природне одлике
Рељеф: Општина Марковци налази се у источном делу Словеније, у словеначком делу Штајерске. Подручје општине је прелазно подручје између бреговите области Словенских Горица и равничарске долине реке Драве.
Клима: У општини влада умерено континентална клима.
Воде: У општини нема већих и значајнијих водотока, а подручје општине је у сливу Драве.

## Становништво
Општина Марковци је густо насељена.

## Насеља општине
| - Боровци - Буковци - Марковци - Забовци - Нова Вас при Марковцих | - Првенци - Собетинци - Стојнци - Стрелци |  |

## Додатно погледати
- Марковци